# Klinik Barmelweid

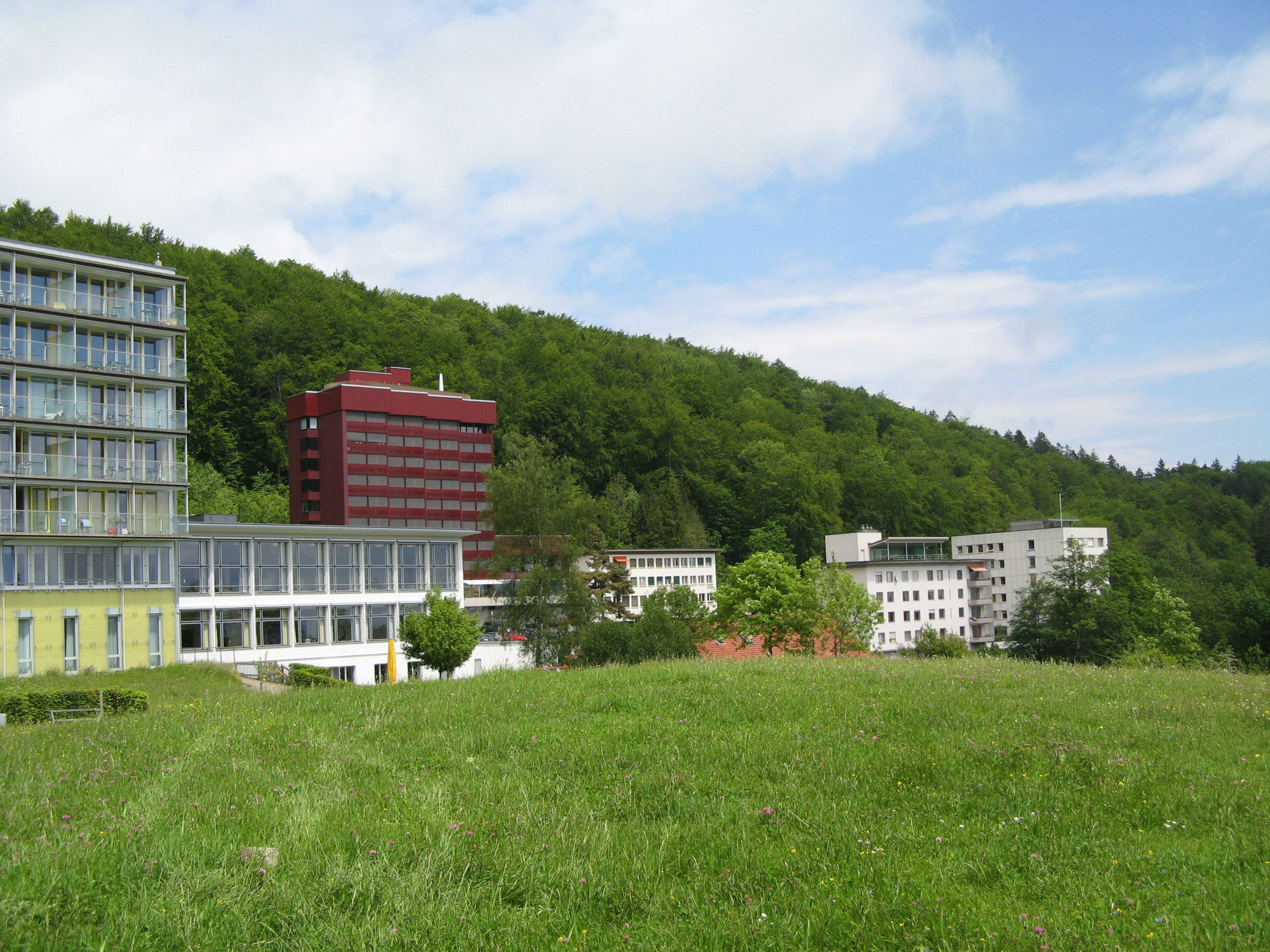
Klinik Barmelweid

Die Klinik Barmelweid ist ein Krankenhaus bei Erlinsbach im Kanton Aargau (Schweiz). Sie besteht seit 1912 und war zu Beginn eine Heilstätte für Tuberkulosekranke. Im Laufe der Jahrzehnte entwickelte sie sich zu einem Akutspital und gleichzeitig zu einer vorwiegend pneumologischen Rehabilitationsklinik für spezialisierte Versorgung von Lungenerkrankten, welche die medizinische Grundversorgung im Kanton Aargau ergänzt.

## Beschreibung

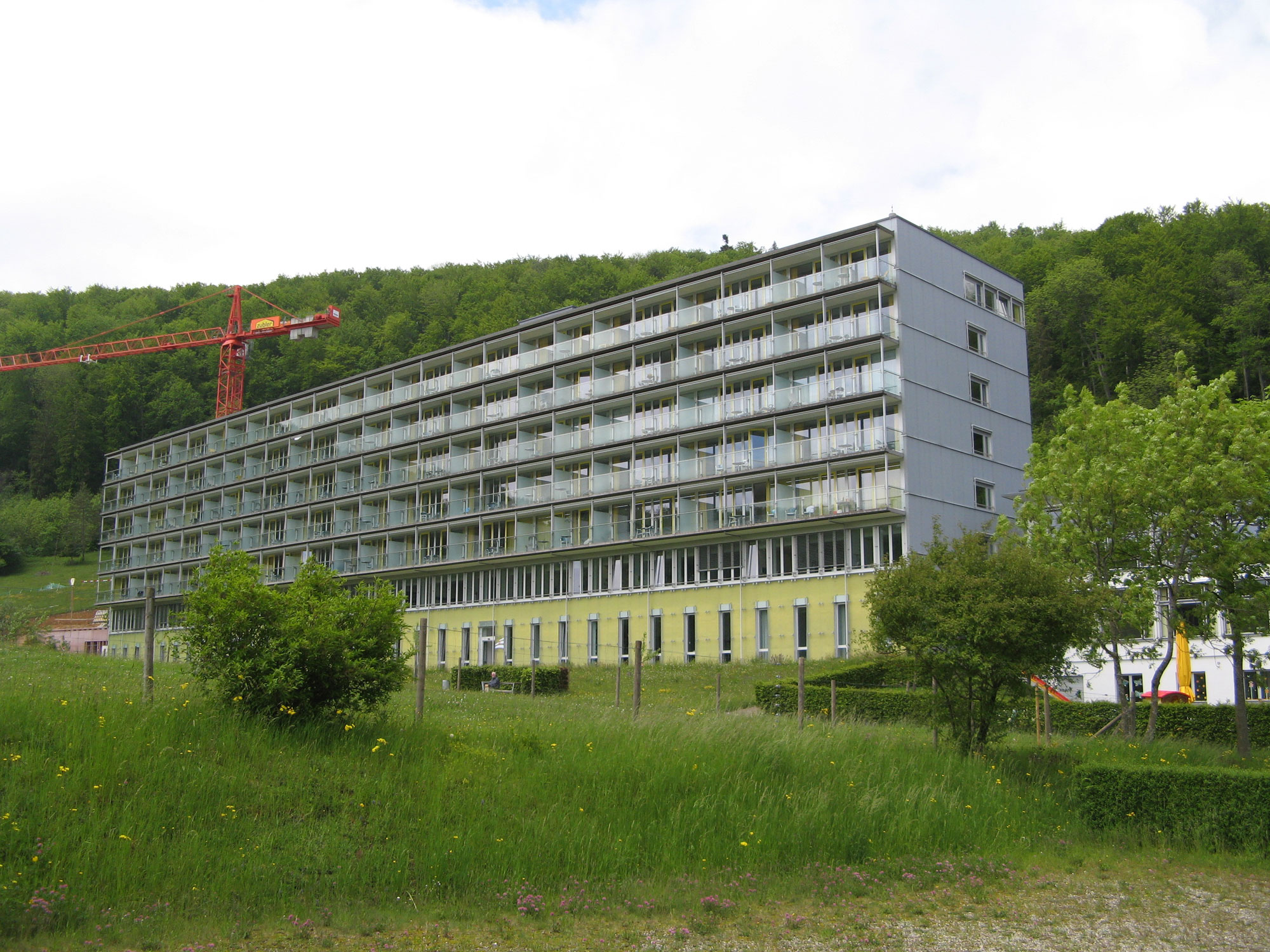
Hauptgebäude der Klinik

Die aus mehreren Gebäuden bestehende Klinik liegt am Südhang der Geissflue auf einer Höhe von 770 m ü. M., etwa eineinhalb Kilometer südwestlich der Salhöhe und drei Kilometer nordwestlich des Dorfes Erlinsbach, unweit der Grenze zu den Kantonen Basel-Landschaft und Solothurn. Die Barmelweid ist von der Salhöhe aus über eine Stichstrasse erreichbar und ist Endstation einer Linie des Busbetriebs Aarau.
Bis in die 1960er Jahre war die Klinik auf die Behandlung von Tuberkulose ausgerichtet. Heute ist sie auf die Fachrichtungen Pneumologie, Schlafmedizin, Kardiologie, Geriatrie und Psychosomatik spezialisiert. Die Klinik betreibt darüber hinaus ein öffentliches Restaurant und ein Hotel mit Seminarräumen.
Im Jahr 2017 verfügte die Klinik Barmelweid über 191 Betten, die zu 97,2 % ausgelastet waren. 2'955 Patienten erhielten 67'734 Pflegetage, womit die Durchschnittsdauer des Klinikaufenthalts 22,9 Tage betrug. 386 Angestellte erzielten einen Ertrag von 54,7 Millionen Franken.
Getragen wird die Klinik vom gemeinnützigen Verein Barmelweid mit rund 2'000 Mitgliedern, der darüber hinaus vom Kanton und zahlreichen Gemeinden unterstützt wird. Der Verein ist alleiniger Aktionär der Betriebsgesellschaften Barmelweid Gruppe AG, Klinik Barmelweid AG und Pflegezentrum Barmelweid AG.

## Geschichte

Luftbild von Walter Mittelholzer (aufgenommen zwischen 1918 und 1937)

1887 war in Aarau die Kantonale Krankenanstalt (das spätere Kantonsspital Aarau) eröffnet worden. Allerdings besass sie keine Abteilung für die Behandlung von Tuberkulose. Damals herrschte noch die Auffassung vor, die Tuberkulose könne nur in hochgelegenen Sanatorien in den Alpen bekämpft werden. In Fachkreisen setzte sich jedoch allmählich die Erkenntnis durch, dass auch tiefer gelegene Standorte, beispielsweise im Jura, dafür in Frage kämen.
Den Anstoss für eine Höhenklinik auf Aargauer Boden gab 1894 der Arzt Hans Siegrist, Grossrat und Stadtammann von Brugg sowie späterer Nationalrat. Auf der Barmelweid oberhalb von Erlinsbach fand sich rasch ein geeigneter Standort. Die Grundlage für die Finanzierung bildeten eine Sammelaktion anlässlich der Aargauer Hundertjahrfeier 1903 und eine im darauf folgenden Jahr beschlossene Steuererhöhung für den Ausbau des Gesundheitswesens. 1907 wurde als Trägerorganisation der Aargauische Heilstättenverein (seit 2001: Verein Barmelweid) gegründet. Hans Siegrist war federführend bei der Finanzmittelbeschaffung, der Wahl des Standortes, den Planungen und der Aufsicht der Bauarbeiten.
Um den Bauplatz (eine Schenkung der Ortsbürgergemeinde Erlinsbach) überhaupt erschliessen zu können, musste von der Salhöhe her eine Strasse gebaut werden. Schliesslich wurde am 30. Juni 1912 die Klinik nach dreijähriger Bauzeit eröffnet. Sie zählte zu Beginn 70 Betten, musste aber schon nach wenigen Jahren aufgrund der grossen Nachfrage erweitert werden. 1932 kam eine ebenfalls durch Spenden finanzierte Kinderklinik hinzu. 1947 musste der Heilstättenverein beim Kanton um vermehrte finanzielle Unterstützung ersuchen, da er sich nicht mehr in der Lage sah, die anfallenden Defizite aus eigenen Mitteln zu decken.
In den Jahren 1950 bis 1956 erfolgten ein markanter Ausbau der Klinik und die Sanierung der bereits bestehenden Anlagen. Ab den 1960er Jahren nahm die Zahl der Tuberkulosekranken aufgrund von Impfungen kontinuierlich ab, weshalb die Klinik sich vermehrt der Rehabilitation zuwandte. Durch den Leitenden Arzt Roland Keller wurde 1976 die moderne Diagnostik und Therapie der Pneumologie in der Klinik Barmelweid und im Kantonsspital Aarau eingeführt. Ende der 1990er Jahre folgte eine weitere markante Erweiterung des Hauptgebäudes. Das Hotel Geissflue gehört seit 2006 zur Barmelweid. 2009 übernahm der Trägerverein das rund zwei Kilometer östlich gelegene Krankenheim Laurenzenbad. Der dortige Pflegebetrieb wurde 2011 auf die Barmelweid verlegt, zu diesem Zweck wurde die nicht mehr benötigte Kinderklinik umgebaut. Die Eröffnung eines zusätzlichen Erweiterungsbaus erfolgte im ersten Quartal 2019.